# エトポシド
エトポシド（Etoposide）とは、メギ科の植物Podophyllum peltatum あるいはP.emodi の根茎から抽出した結晶性成分であるポドフィロトキシンを原料とし、1966年に合成された抗悪性腫瘍剤（抗がん剤）。商品名は、ラステット（販売:日本化薬）、ベプシド（販売:ブリストル･マイヤーズ）。VP-16という略号で表されることもある。
WHO必須医薬品モデル・リストに収載されている。

## 効能・効果
注射剤：
- 肺小細胞癌、悪性リンパ腫、急性白血病、睾丸腫瘍、膀胱癌、絨毛性疾患、胚細胞腫瘍（精巣腫瘍、卵巣腫瘍、性腺外腫瘍）
- 以下の悪性腫瘍に対する他の抗悪性腫瘍剤との併用療法

小児悪性固形腫瘍（ユーイング肉腫ファミリー腫瘍、横紋筋肉腫、神経芽腫、網膜芽腫、肝芽腫その他肝原発悪性腫瘍、腎芽腫その他腎原発悪性腫瘍等）
カプセル剤：
- 肺小細胞癌、悪性リンパ腫、子宮頸癌、再燃性卵巣癌

そのほか、造血幹細胞移植の前処置レジメンとしても汎用される。

## 副作用
重大な副作用として、骨髄抑制（汎血球減少（0.2%）、白血球減少、好中球減少、血小板減少、出血、貧血など）、ショック（0.2%）、アナフィラキシー、間質性肺炎（0.1%未満）が知られている。
そのほか、間質性肺炎、AST（GOT）上昇、ALT（GPT）上昇、悪心・嘔吐、食欲不振、脱毛、倦怠感、発熱などが発生する。

## 作用機序
エトポシドはDNAを切断した後、トポイソメラーゼIIと複合体を形成し、DNAの再結合を阻害する。この結果、DNAの複製阻害を引き起こす。また、細胞周期をG2/M期で停止させる作用がある。本剤は、このG2/M期とS期でよく作用する:34-35。

## 構造

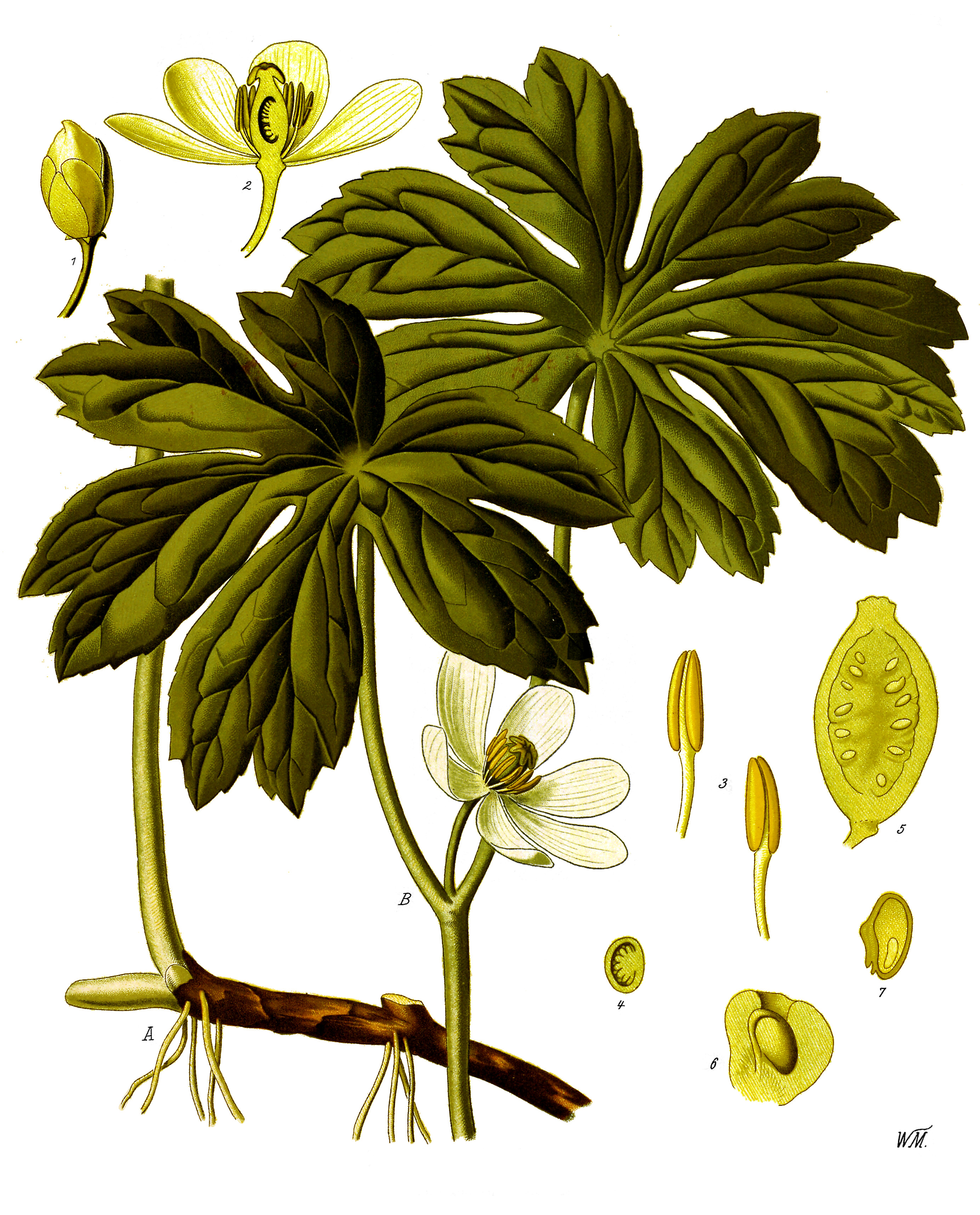
アメリカハッカクレン（ポドフィルム）の図と地下茎の一部（下）

エトポシドはアメリカハッカクレン（Podophyllum peltatum ）の地下茎に含まれるポドフィロトキシンからの半合成で生成された。より具体的には、エトポシドはポドフィロトキシンのD-グルコース配糖体である。テニポシドは良く似た分子で、エトポシドのメチル基がチオフェンに置換された構造である。これらの分子はポドフィロトキシンの毒性を軽減する目的で創製された。

## 開発の経緯
エトポシドは1966年に最初に合成された。米国では1983年に、日本では1987年3月に承認された:1。
VP-16という呼称は、この化合物の初期の研究者（フォン・ヴァルトブルクとフォン・クーン）の名前と先駆物質ポドフィロトキシンから一文字ずつ取って付けられたと思われる。